# 尖喙石笔木
尖喙石笔木（学名：Tutcheria rostrata），为山茶科石笔木属下的一个种。

## 扩展阅读
維基物種上的相關：尖喙石笔木